# Culture du Guatemala
 (mars 2015).
Si vous disposez d'ouvrages ou d'articles de référence ou si vous connaissez des sites web de qualité traitant du thème abordé ici, merci de compléter l'article en donnant les références utiles à sa vérifiabilité et en les liant à la section « Notes et références ».

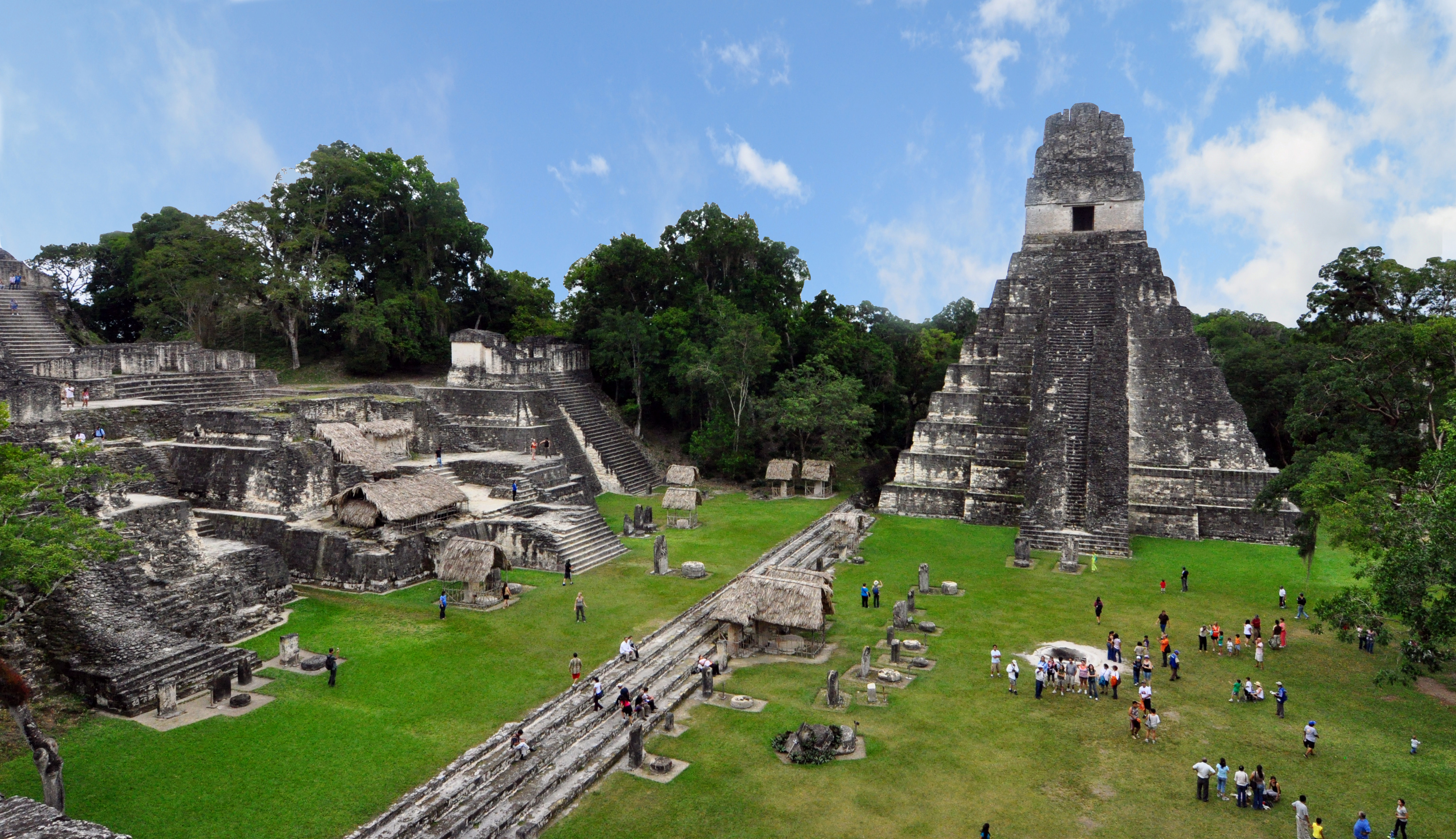
Vue de Tikal, cité maya au Guatemala

La culture du Guatemala, pays d'Amérique centrale comportant deux façades maritimes (atlantique et pacifique), désigne d'abord les pratiques culturelles observables de ses habitants (19 000 000, estimation 2023, pour deux millions vers 1920). Le Guatemala est un pays doté d'un riche patrimoine culturel.

## Langues et peuples

### Langues
- Langues au Guatemala, Langues du Guatemala
  - 1 langue officielle : espagnol (69 %)
  - 55 langues indigènes, dont 23 langues mayas (31 %, dont k'iche', achi, q'eqchi', mam…), Académie des langues mayas du Guatemala
  - 2 autres langues européennes : allemand, anglais
  - 1 langue d'origine africaine : garifuna
- Union linguistique mésoaméricaine, Langues mésoaméricaines
- Langue des signes guatémaltèque, Langue des signes maya yucatèque

### Populations
- Groupes ethniques au Guatemala
  - Mayas, dont Quiché, Ixil, Pipil, Cakchiquel…
  - Garifuna
  - Démographie du Guatemala
  - Métis (40-50 %), blancs et créoles (18-20 %), amérindiens (36-44 %), noirs (1-2 %)
- Groupes ethniques d'Amérique centrale

## Traditions

### Religions
- Généralités
  - Anthropologie religieuse
  - Religion en Amérique latine

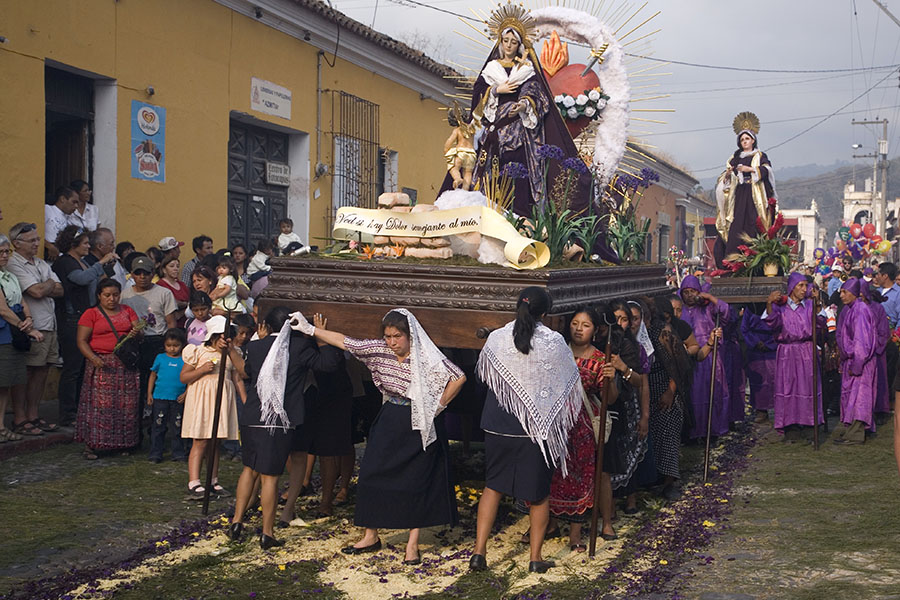
Procession de la Semaine sainte à Antigua Guatemala

- Situation au Guatemala : Religion au Guatemala, De la religion au Guatemala
  - Christianisme au Guatemala (85-90 %), dont catholicisme (42-47 %), protestantismes (40-41 %), orthodoxie (3 %)
  - Sans religion (dont agnostiques et athées) (10-12 %)
  - Religions indigènes, dont religion maya (0,4 %, 60 000)
  - Autres religions (<1 %), dont bouddhisme (12 000), judaïsme (2 000), islam (1 200)…
- Histoire des Juifs au Guatemala (en)

Les principales religions sont le catholicisme apporté par les Espagnols, la religion maya, et le pentecôtisme qui s'est imposé dans la capitale du pays.

### Symboles
- Armoiries du Guatemala
- Drapeau du Guatemala
- Guatemala feliz (Heureux Guatemala, 1896), hymne national, Liste des hymnes nationaux
- Devise nationale : Libertad (espagnol, Liberté)
- Emblème végétal : Lycaste virginalis (Monja blanca, nonne blanche), orchidée
- Emblème animal : Quetzal
- Saint patron (chrétien) par pays (en) : Jacques de Zébédée
- Père de la Nation :
- Épopée nationale : Popol Vuh
- Poète national : Miguel Ángel Asturias
- Plat national : fiambre, pepian
- Anexo:Símbolos Patrios de Guatemala (es)

### Mythologie
- Religions mésoaméricaines
- Mythologie maya[1]
- Mythologie chrétienne, Folk Catholicism (en), Mormon folklore (en)
- Religion populaire
- Fakelore

### Croyances
- Contes et légendes du Guatemala
- Xocomil[2]
- Légendes du Guatemala (Miguel Ángel Asturias, 1930)

### Autres pratiques culturelles
- Palo volador - cérémonie inspirée de la danse du volador mexicaine - pratiquée à Joyabaj, Chichicastenango et Cubulco.

### Fêtes
- Jours fériés publics au Guatemala (en)
- Processions de la Semaine sainte au Guatemala (en), Sólo de noche vienes (en) (1967)
- Carnaval: Carnaval au Guatemala (en)

## Vie sociale
- Catégorie:Société guatémaltèque
- Latino-américains
- Diaspora guatémaltèque
- Immigration au Guatemala, Liste de Guatémaltèques (en)
- Guatémaltèques célèbres, Personnalités guatémaltèques (en)
- Société guatémaltèque (rubriques)

### Groupes humains
- Franco-guatémaltèques
- Immigration allemande au Guatemala
- Afro-Guatemalan (en)
- Ladino (hispanique)

### Famille
- Avortement au Guatemala (en)
- Homosexualité au Guatemala, Homosexualidad en América Latina (es)

### Éducation
- Education in Guatemala (en)
- Sistema educativo de Guatemala (es)
- Universités au Guatemala (es)
- Intercultural bilingual education in Guatemala (en)
- Science et technologie au Guatamala

### Droits
- Pluralismo jurídico en Guatemala (es) (droits coutumiers indigènes)
- Droits de l'homme au Venezuela
- Sur le site d'Amnesty International
- Droits LGBT au Guatemala
- Criminalité au Guatemala (aperçu), Maras (gang), Trafic de stupéfiants, Proxénétisme
- Affaire de corruption La Línea (2015)
- Criminalité au Guatemala (en)
- Gang White Fence (en)
- Kidnappings au Guatemala
- Trafic d'êtres humains au Guatemala (en)
- Killer's Paradise (en), documentaire (2007) sur l'exécution de femmes
- Liste de journalistes tués au Guatemala (en)
- Prostitution au Guatemala (en)
- Social issues in Guatemala (en)
- Violences contre ls femmes au Guatemala (en)
- Racismo en Guatemala (es)
- Guatemalan Forensic Anthropology Foundation (en)
- Sur le site d'Amnesty International

### État
- Histoire du Guatemala, Politique du Guatemala
- Répression politique au Guatemala
- List of massacres in Guatemala (en), Massacres au Guatemala
- List of wars involving Guatemala (en)
- Génocide guatémaltèque ou génocide maya
- Kaibiles, unité d'élite anti-insurrection

## Arts de la table

### Cuisine
- Cuisine guatémaltèque, Cuisine guatémaltèque (rubriques), Gastronomie guatémaltèque (rubriques)
- Cuisine mexicaine, Cuisine du Honduras
- Hominy, Nixtamalisation

Le maïs, les haricots secs et les avocats sont à la base de l'alimentation des Guatémaltèques. Les mets traditionnels sont très diversifiés, tels les tortillas servis avec les frijoles ou encore les tamales, sorte de papillotes à base de farine de maïs souvent enveloppées dans des feuilles de bananiers.
Le plat qui est réservé au jeudi est le « pache », un tamal de pommes de terre. Certains plats sont traditionnellement servis lors des grandes fêtes. Par exemple, pour la Toussaint, il s'agit du « fiambre », salade froide de morceaux de viande, de fromage, d'oignons, d'olives et parfois de betteraves. Pour Noël, on sert de préférence des tamales, papillotes faites de pâte de maïs fourrée de viande ou de fruits, et enveloppée dans des feuilles de bananier.
Alors que les plats guatémaltèques peuvent être très différents des plats mexicains qui ont le même nom, les desserts sont similaires : atol, dulce de leche, flan, mole de bananes, ou encore gâteau aux trois laits.

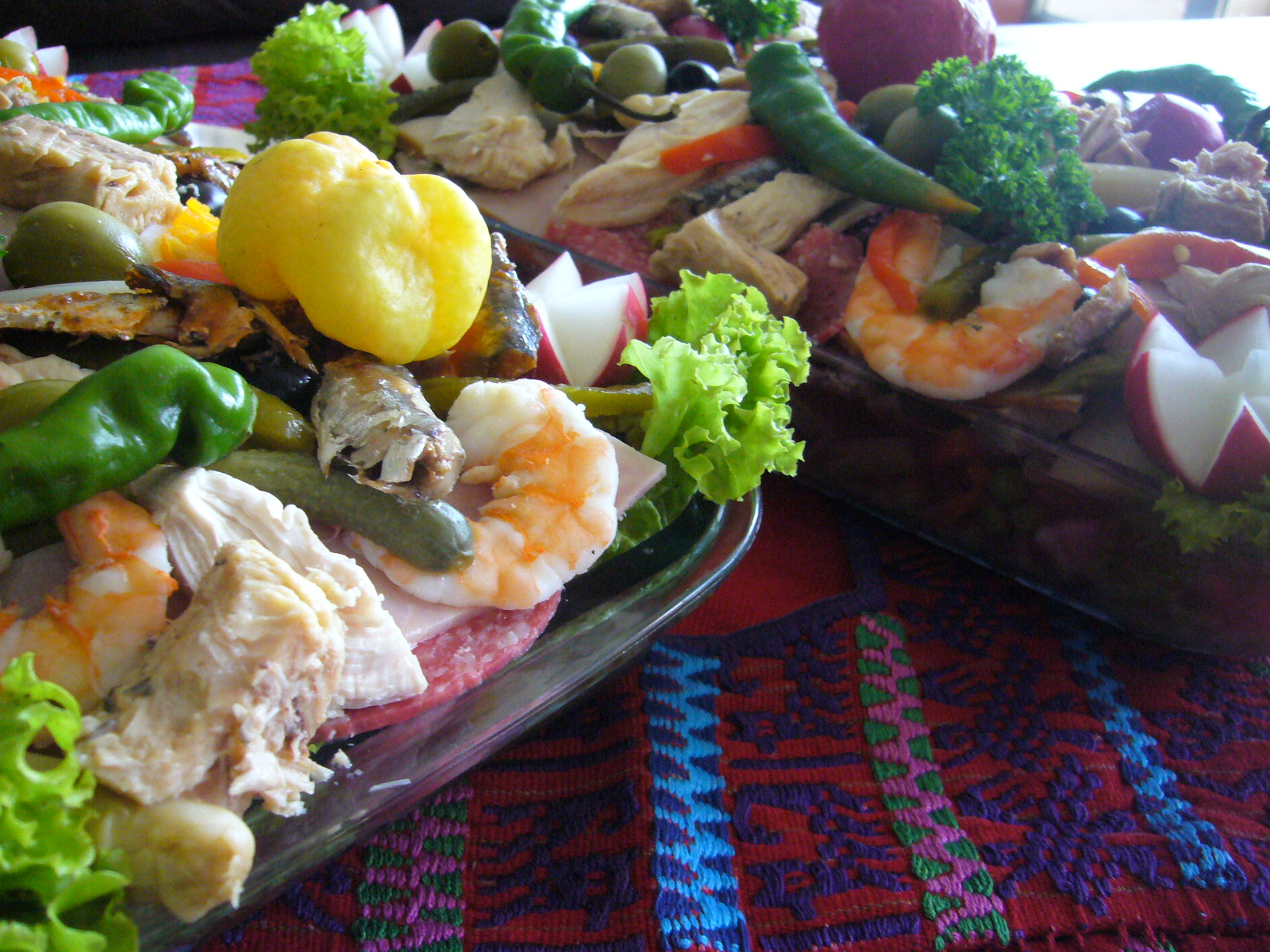
Fiambre
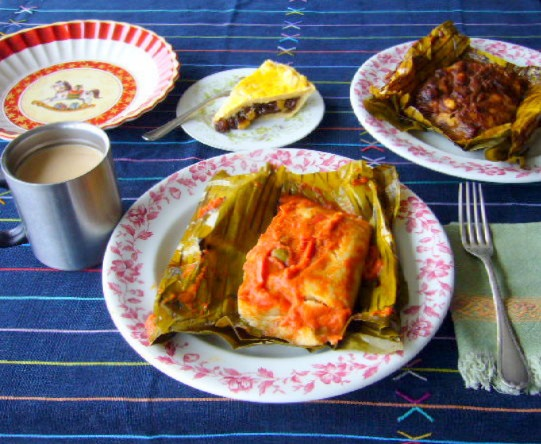
Tamales
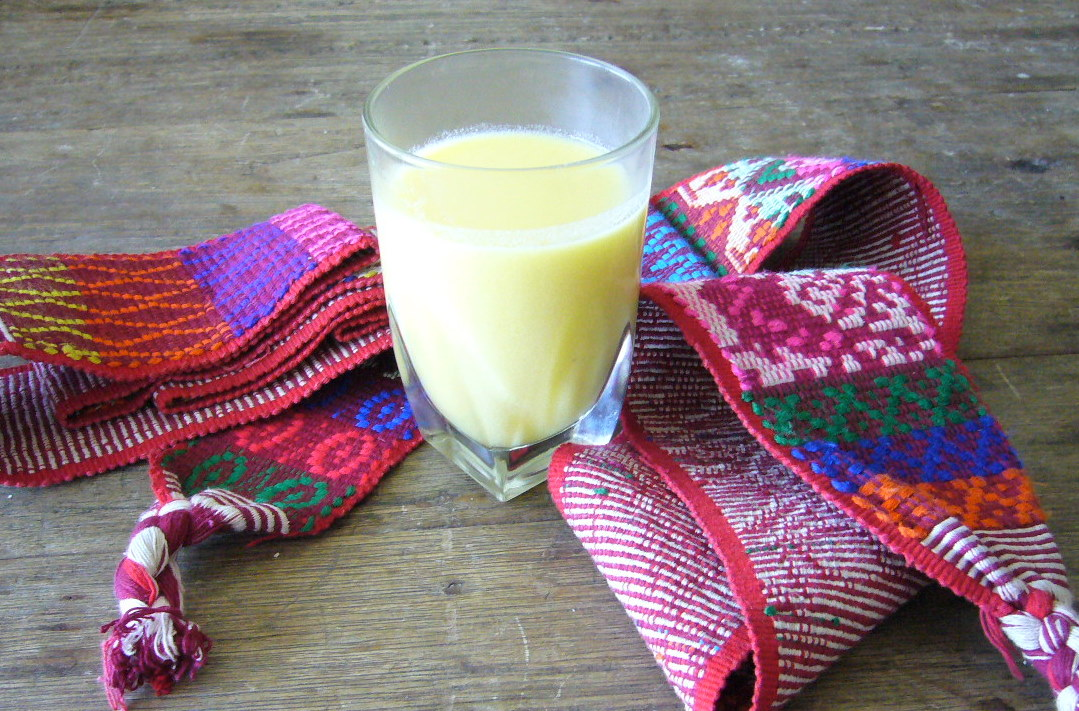
Atol

### Boissons
- chaudes : * Atol de elote, Arroz con leche, Arroz con chocolate, Ponche (fin décembre), Café, Chocolate, Cacao molido con agua endulzada, Arroz con tunco, Tunco erectífico, Chacha, Atol de platano
- froides : 
  - Horchata, Horchata de coco
  - Fresco de : rosa de Jamaica, jocote de Marañon, tiste
  - Refresco de : tamarindo, nance, chilacayote, jocote, cebada, mango, melón, guanaba, sandia, carao, mora, marañon, maracuya
  - Limonada con Chan, Chinchivir
  - bière[4]
  - vin (de Cobán)
  - liqueurs : Caldo de frutas, Rompope, Ron Zacapa Centenario, Quezalteca (Especial, Rosa De Jamaica, Tamarindo, Horchata), Venado especial…
  - spiritueux artisanaux : Caldo de Frutas, Cusha con muñeco, Chicha, Cusha, Boj, Fresco de Suchiles

## Santé
- Health in Guatemala (en)
- HIV/AIDS au Guatemala (en)
- Accès à l'eau saine au Guatemala (en)
- Guatemala Health Initiative (en)
- Pandémie de grippe A (H1N1) de 2009-2010 au Guatemala (es)
- Cannabis au Guatemala (en)

## Sports
- Sport au Guatemala (à créer), Deporte en Guatemala (es)
- Sport au Guatemala (rubriques)
- Sportifs guatémaltèques, Sportives guatémaltèques
- Événements sportifs au Guatemala
- Guatemala aux Jeux olympiques
- Guatemala aux Jeux paralympiques
- Guatemala aux Deaflympics
- Jeux d'Amérique centrale et des Caraïbes
- Juegos Deportivos Centroamericanos (es)
- Jeux panaméricains, Jeux bolivariens
- Jeux mondiaux

Les sports dans lesquels les Guatémaltèques se sont distingués sont le badminton, la boxe anglaise, le taekwondo et le football (avec l'équipe du Guatemala de football). 
Le Guatemala participe régulièrement aux Jeux olympiques. 
Le pays organise aussi une course cycliste depuis 1957, le Tour du Guatemala. 
Le seul sportif médaillé du pays est la karatéka Cheili Carolina González Castillo.

### Sports martiaux
- karaté, boxe, judo, escrime, taekwondo
- Chivarreto boxing (en) ou Boxeo a puno limpio
- Liste des arts martiaux et sports de combat

## Médias
- Médias au Guatemala (en)
- Télécommunications au Guatemala (en)
- Comunicaciones en Guatemala (es)
- Liste des journalistes tués au Guatemala (en)

### Presse écrite
- Liste de journaux guatémaltèques
- Presse écrite au Guatemala
- La Hora (es)
- El Imparcial (es)
- Diario de Centro América (es)
- El Guatemalteco (es)

### Radio
- Émetteurs de radio au Guatemala (es)

### Télévisions
- Télévision au Guatemala
- Liste des stations de télévision latino-américaines (en)
- Radio y Televisión de Guatemala (es)
- Guatevisión
- Trecevisión (es)

### Internet (.gt)
- Internet au Guatemala (en)
- Presse en ligne[5],[6]
- Sites web par pays
- Blogueurs par nationalité

## Littératures
- Literatura de Guatemala (es)
- Écrivains guatémaltèques, Littérature guatémaltèque (rubriques)
- Miguel Ángel Asturias (1899-1974), Luis Cardoza y Aragón (1901-1992), Augusto Monterroso (1921-2003), Carlos Solórzano (en) (1919-2011)…
- Rodrigo Rey Rosa (1958-)
- Humberto Ak'abal (es) (1952-), en quiché
- Miguel Ángel Asturias National Prize in Literature (en)
- Juegos Florales Hispanoamericanos de Quetzaltenango (es)

- Lienzo de Quauhquechollan, codex nahua
- Les Mayas Quichés ont laissé un livre sacré, le Popol Vuh, un des textes les plus importants de l'Amérique précolombienne qui ait subsisté.
- Rabinal Achí, pièce de théâtre maya du XVe siècle, qui raconte les origines mythiques du peuple Q'eqchi'

Au XVIe siècle, on retient les ouvrages de l'historien Francisco Antonio de Fuentes y Guzmán. Le premier grand poète guatémaltèque est le Jésuite Rafael Landivar (1731–1793).
Au XIXe siècle, José Milla y Vidaurre est considéré comme le père du roman guatémaltèque avec ses romans historiques dans la veine costumbrista (décrivant les coutumes de l'époque) comme La Hija del Adelantado (1866).
Le XXe siècle est dominé par l'œuvre de l'écrivain et diplomate Miguel Ángel Asturias, prix Nobel de littérature en 1967, par les poèmes de Manuel José Leonardo Arce Leal et par les contes et nouvelles d'Augusto Monterroso.

## Artisanats
- Arts appliqués, Arts décoratifs, Arts mineurs, Artisanat d'art, Artisan(s), Trésor humain vivant, Maître d'art
- Artisanats par pays
- Artistes par pays

Les savoir-faire liés à l’artisanat traditionnel relèvent (pour partie) du patrimoine culturel immatériel de l'humanité. On parle désormais de trésor humain vivant.
Mais une grande partie des techniques artisanales ont régressé, ou disparu, dès le début de la colonisation, et plus encore avec la globalisation, sans qu'elles aient été suffisamment recensées et documentées.
- Textiles du Guatemala[7],[8],[9]
- Ixchel Museum of Indigenous Textiles and Clothing (en)

## Arts visuels

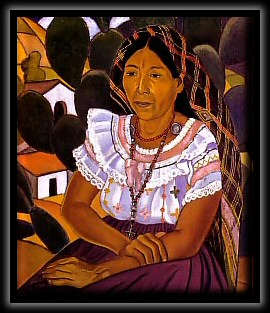
Pintura de José Mejía Vides.

- Arts visuels, Arts plastiques, Art brut, Art urbain
- Artistes par pays
- Liste d'artistes latino-américains (en)
- Art latino-américain
- Art au Guatemala
- Centros culturales de Guatemala
- Artistas de Guatemala, Artistes guatémaltèques
- Escuela Nacional de Artes Plásticas "Rafael Rodríguez Padilla" (en)
- Museo Nacional de Arte Moderno "Carlos Mérida" (en)

### Sites archéologiques
Le Guatemala comprend de nombreux sites mayas dans le département du Petén, tels que Nakbe, Yaxhá, Uaxactun, et surtout Tikal, l'un des plus grands sites mayas.
D'autres départements abritent les sites de Kaminaljuyú, de Quiriguá, ou de Takalik Abaj, où se mêlent influences olmèques et mayas.
- Altar de Sacrificios
- Civilisation maya, Art maya, Liste des sites mayas
- Art précolombien d'Amérique centrale (es)
- Museo Nacional de Arqueología y Etnología (en)
- Museo Popol Vuh (en)
- Mundo Perdido (es)

### Dessins
- Gravure guatémaltèque
- Graveurs guatémaltèques

### Peinture
- Peintres guatémaltèques

### Sculptures
- Sculpture guatémaltèque
- Sculpteurs guatémaltèques
- Amanecer: El gigante de Cayalá (es)
- Atlas Libertas (es)
- Virgen de los Reyes, la Inmaculada Concepción (es)

### Architecture
- Architecture au Guatemla
- Architectes guatémaltèques

### Photographie
- Photographes guatémaltèques

## Arts de scène
- Spectacle vivant, Performance, Art sonore
- Arts de performance par pays

### Musique
- Musiciens guatémaltèques
- Música de Guatemala (es)

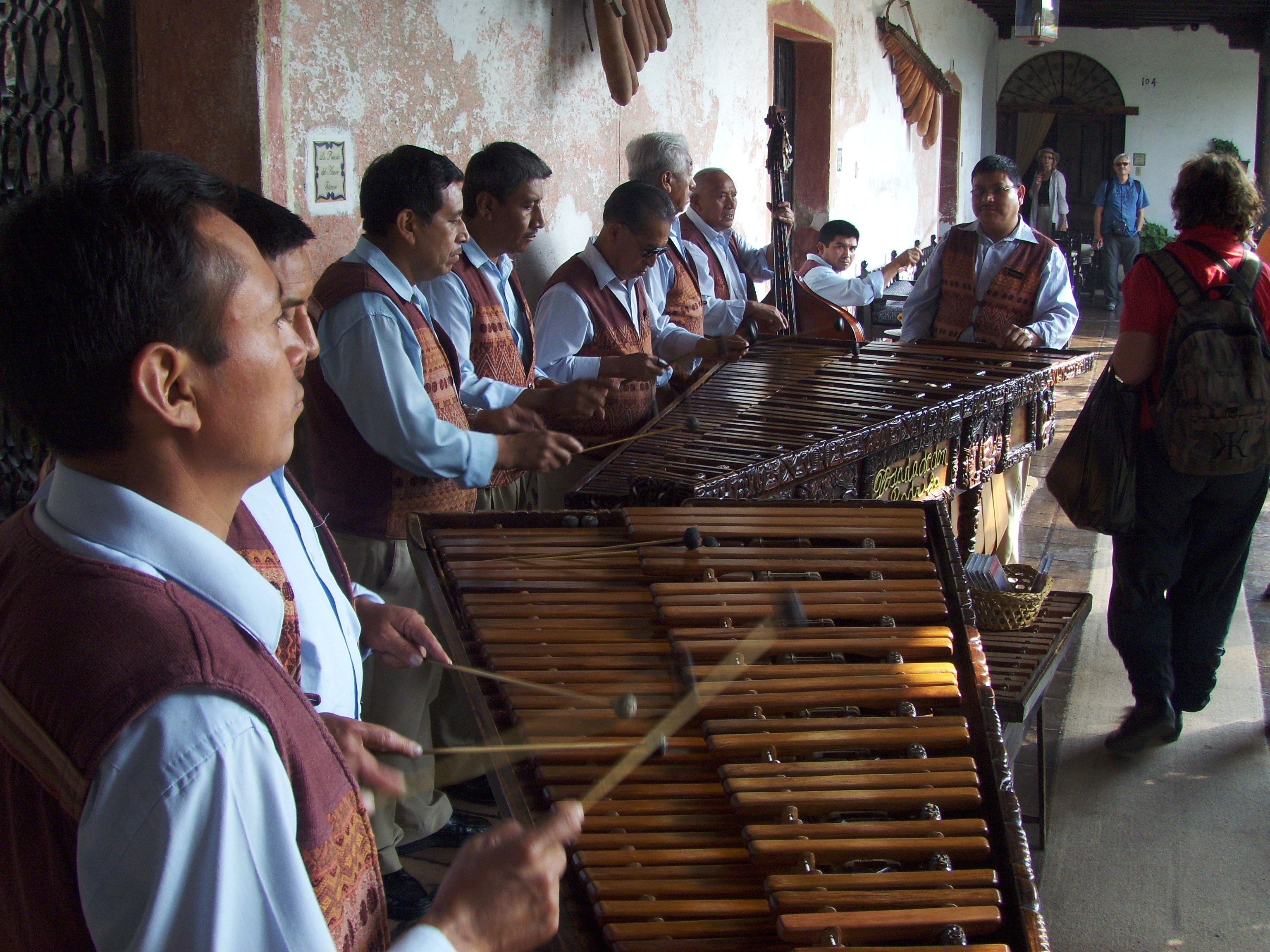
Joueurs de marimba à Antigua Guatemala

- Musique amérindienne, Musique maya, musique traditionnelle, musique historique, musiques actuelles
- Huehuetl, Teponaztli
- Instituto de Musicología «Monseñor Luis Manresa Formosa, S.J.» (es), Conservatorio Nacional de Música (Guatemala) (es)
- Musique classique au/du Guatemala
- Ensemble Millennium (es)
- Rock guatémaltèque
- Tecnocumbia

Le marimba est l'un des instruments les plus populaires. Il s'agit d'une sorte de xylophone. La musique guatémaltèque a été influencée au cours du temps par les Mayas, les Espagnols et immigrants africains. Les Garifunas ont également leur propre musique.
Au XVIe siècle, Pedro Bermúdez et Gaspar Fernandes composent de nombreuses œuvres de musique sacrée. Elles sont redécouvertes au XXe siècle par Dieter Lehnhoff.
Les principaux compositeurs de l'ère baroque sont ensuite Manuel José de Quirós (mort en 1765) et Rafael Antonio Castellanos (mort en 1791), auteur de villancicos. Le plus grand compositeur classique est José Eulalio Samayoa (1781-vers 1866), auteur de symphonies et de musique d'église. Au début du XIXe siècle, Jesús Castillo (1877-1946), auteur de l'opéra Quiché Vinak, et son demi-frère Ricardo Castillo (1891-1966), auteur de Xibalba, s'intéressent à la culture maya.

### Danse
- Liste de danses
- Liste de(s) danses nationales (en)
- Liste de danses populaires, ethniques, régionales par origine (en)

#### Danse traditionnelle
- Danses amérindiennes[10]
- Festival de Sumpango (es) ou festival de barriletes gigantes
- Festival de barriletes gigantes de Santiago Sacatepéquez
- Danzas y bailes étnicos de Guatemala (es)

#### Danse classique
Le principal groupe de danse classique est le Ballet national du Guatemala (es) , qui a été créé en juillet 1948. Dans les années de la guerre froide, il était fermé car l'on pensait que ses administrateurs, dont un ressortissant russe, pourraient être des agents du communisme international. Il a été rouvert en 1955 sous la direction de Fabiola Perdomo. De 1962 à 1974 le maître Antonio Crespo a dirigé le Ballet. À ce stade, une génération de danseurs se leva de qualité, y compris Christa Mertins, Brenda Arevalo Ana Elsy Aragon, Richard Devaux, Sonia Juarez, Miguel Cuevas et Gladys Garcia. L'École nationale de danse et de chorégraphie est la source principale du Ballet national du Guatemala. L' école a vu venir Mayra Rodríguez (es) , qui a commencé à danser à un jeune âge et fut découverte par Antonio Crespo. Le Ballet national du Guatemala a été reconnu comme un patrimoine mondial culturel en mars 1992.
- Ballet Nacional de Guatemala (es), Baile de la Conquista (es)

### Théâtre
- Rabinal Achí, drame maya à masque
- Manuel Galich (es) (1913-1984)
- Dramaturges du Guatemala
- Metteurs en scène du Guatemala
- Troupes de théâtre du Guatemala

### Cinéma
Le cinéma guatémaltèque (à créer) (Cinéma guatémaltèque (rubriques)) est récent. 
Les premiers films guatémaltèques datent des années 1950.
Depuis 2000, une production de qualité se construit : liste de films guatémaltèques.
- Réalisateurs guatémaltèques
  - Jayro Bustamante (1977-) : Ixcanul (2015), Tremblements (2019), La Llorona (2019)
  - César Díaz (1978-) : Nuestras madres (2019)

- Centro del Filme Etnográfico

- List of Latin American films (en)
- Liste de films caribéens

### Autres scènes: marionnettes, mime, pantomime, prestidigitation
Les arts mineurs de scène, arts de la rue, arts forains, cirque, théâtre de rue, spectacles de rue, arts pluridisciplinaires, performances manquent encore de documentation pour le pays …
Pour le domaine de la marionnette, on relève Arts de la marionnette au Guatemala sur le site de l'Union internationale de la marionnette et Théâtre de marionnettes de Guachipilin (es).

### Autres
- Vidéo, Jeux vidéo, Art numérique, Art interactif
- Culture alternative, Culture underground

## Tourisme
- Tourisme au Guatemala (en), Du tourisme au Guatemala
- Turismo en Guatemala
- Attractions touristiques au Guatemala
- Conseils aux voyageurs pour le Guatemala
  - France Diplomatie.gouv.fr
  - Canada international.gc.ca
  - CG Suisse eda.admin.ch
  - USA US travel.state.gov

## Patrimoine

### Musées et autres institutions
- Liste de musées au Guatemala
- Anexo:Museos en Guatemala (es)

### Liste du Patrimoine mondial
Le programme Patrimoine mondial (UNESCO, 1971) a créé une liste du patrimoine mondial au Guatemala.

### Liste représentative du patrimoine culturel immatériel de l’humanité
Le programme Patrimoine culturel immatériel (UNESCO, 2003) a inscrit dans sa liste représentative du patrimoine culturel immatériel de l'humanité (au 17/01/2016) : liste du patrimoine culturel immatériel de l'humanité au Guatemala
- 2008 : La langue, la danse et la musique des Garifuna[11],
- 2008 : La tradition du théâtre dansé Rabinal Achí[12],
- 2013 : La cérémonie de la Nan Pa’ch[13].

### Registre international Mémoire du monde
Le programme Mémoire du monde (UNESCO, 1992) a inscrit dans son registre international Mémoire du monde (au 17/01/2016) 

### Filmographie
- Le Guatemala avec Elsie Herberstein, film de Yan Proefrock, Gédéon programmes, Paris, 2008, 52 min (DVD + brochure)